# 23 novembre 1969
Le dimanche 23 novembre 1969 est le 327e jour de l'année 1969.

## Naissances
- Alexei Viktorovich Ivanov, scénariste et écrivain russe
- Beatrice Utondu, athlète nigériane spécialiste du 100 mètres et du saut en longueur
- Byron Moreno, arbitre de football équatorien
- Emmanuel Berretta, journaliste français
- Gong Xiaobin, joueur de basket-ball chinois
- Jean-Luc Gautier, footballeur français
- Lamine Foura, personnalité politique algéro-canadienne
- Marcus Baby, artiste brésilien
- Mohamed Suleiman, athlète qatarien
- Olivier Beretta, pilote automobile monégasque
- Víctor Manuel Sánchez del Real, homme politique espagnol

## Décès
- André Gaboriaud (né le 1er mai 1895), escrimeur français
- Joachim Teege (né le 30 novembre 1925), acteur et artiste de cabaret allemand

## Événements
- Début du championnat de la CONCACAF 1969